# Myoporum laetum
Myoporum laetum é uma espécie de planta com flor pertencente à família Myoporaceae. 
A autoridade científica da espécie é G.Forst., tendo sido publicada em Florulae Insularum Australium Prodromus 44. 1786.
Os seus nomes comuns são mióporo ou mióporo-acuminado.

## Portugal
Trata-se de uma espécie presente no território português, nomeadamente em Portugal Continental.
Em termos de naturalidade é introduzida na região atrás indicada.

## Protecção
Não se encontra protegida por legislação portuguesa ou da Comunidade Europeia.